# Arkys bulburinensis
Arkys bulburinensis är en spindelart som beskrevs av Stefan Heimer 1984. Arkys bulburinensis ingår i släktet Arkys och familjen hjulspindlar. Inga underarter finns listade i Catalogue of Life.